# Nyugati kökörcsin
A nyugati kökörcsin vagy európai kökörcsin (Pulsatilla vulgaris) a boglárkafélék (Ranunculaceae) családjába tartozó kökörcsin (Pulsatilla) növénynemzetség egyik faja.

## Elterjedése
Európában őshonos, Nagy-Britanniától Franciaországon keresztül egészen Ukrajnáig előfordul.

## Megjelenése
Évelő lágyszárú. Virágos szára szőrös, és tavasz elején hajt ki a néha még hófoltokkal borított talajból (az amerikai St. Louisban március-április folyamán). Áprilisban és májusban, amikor levélzete még csak kezd kialakulni, már virágzik: halvány- vagy sötétibolya, bíborszínű, harang alakú virága magányosan áll a szárvégen, s lehet felálló vagy bókoló. Szára a virágzás alatt mindössze 10–13 cm hosszú, virágzást követően azonban megnyúlik, s végül eléri a 22–30 cm hosszúságot. Levélzete ugyancsak a virágzás után kezd erőteljesebbé válni. Mélyen osztott, selymesen szőrös, a páfrányokéhoz hasonló megjelenésű, világoszöld színű tőlevelei legfeljebb 10–13 cm hosszúak és a növény vegetációs időszaka alatt mindvégig mutatósak. Aszmagterméseinek egyenletesen díszített, a madártollhoz hasonló felépítésű repítőszőrei bolyhos, gömbszerű fejecskét alkotnak a virág helyén, amely egyes iszalagfajok  (Clematis spp.) társas terméseire emlékeztet.

## Képek
|  |  |